# Nuestra Señora de Treviño

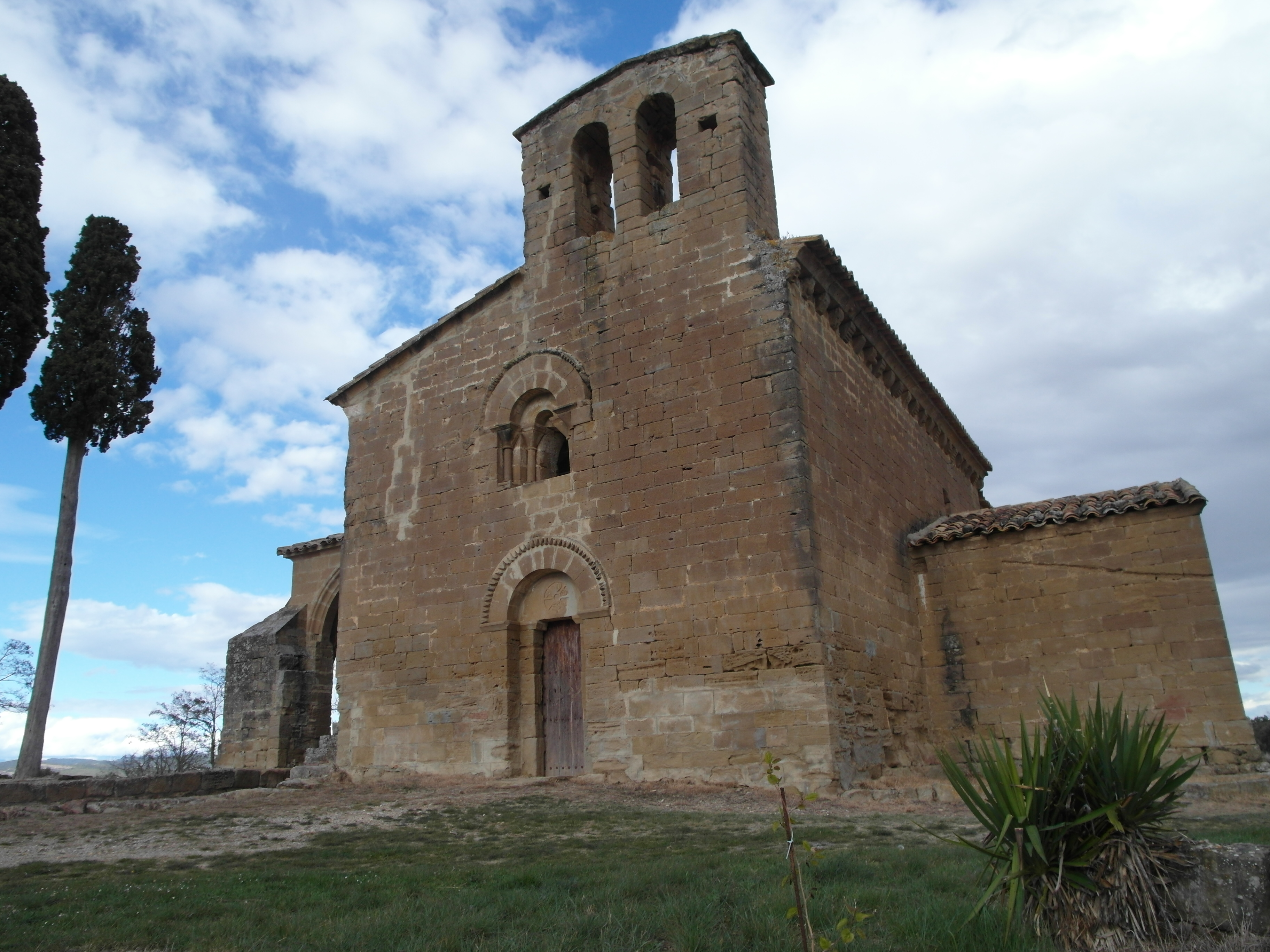
Kirche Nuestra Señora de Treviño

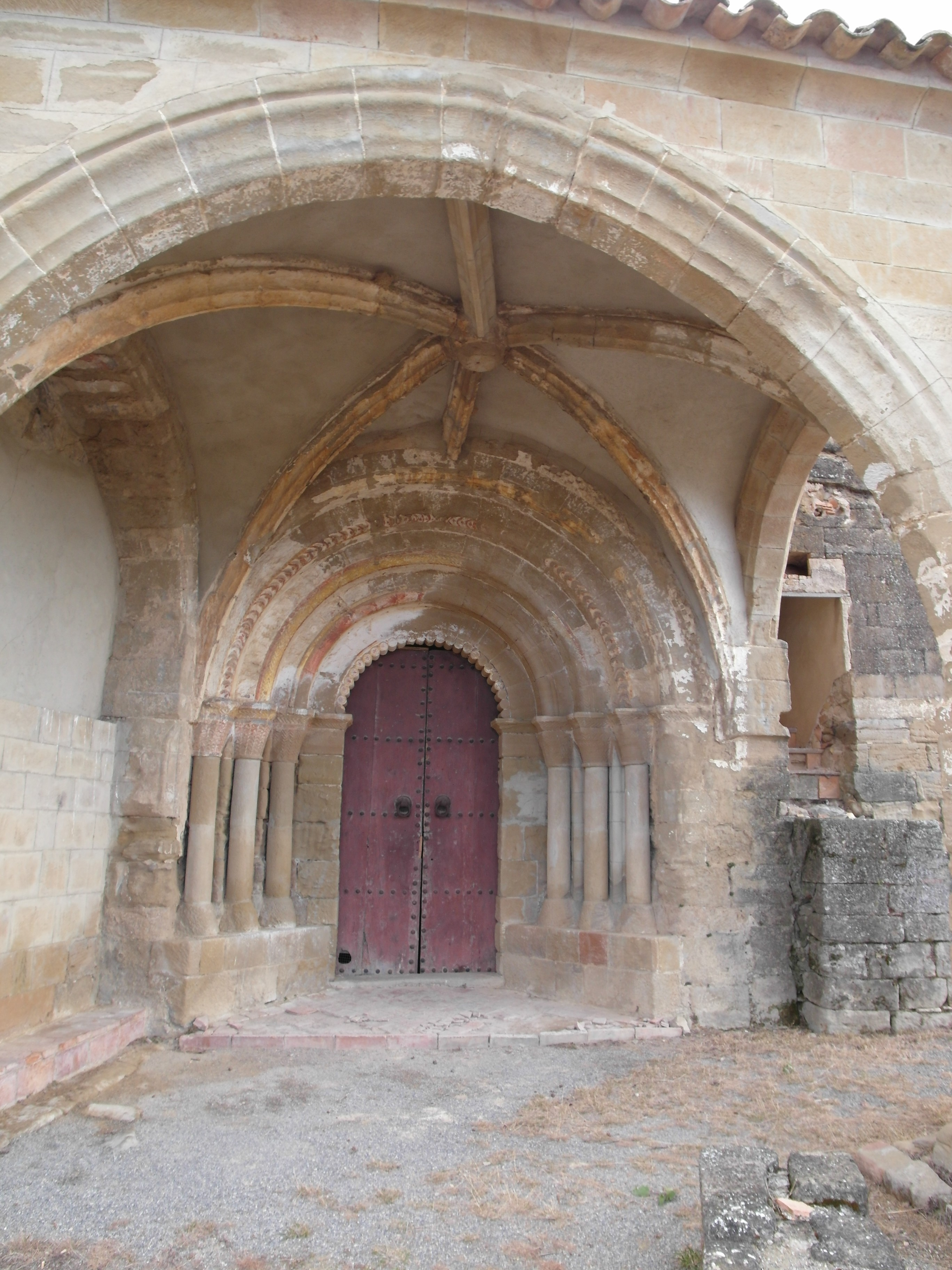
Portalvorbau

Die Kirche Nuestra Señora de Treviño in Adahuesca, einer Gemeinde in der spanischen Provinz Huesca der Autonomen Gemeinschaft Aragonien, wurde im 13. Jahrhundert errichtet. Die außerhalb des Ortes gelegene Kirche ist seit 1981 ein geschütztes Baudenkmal (Bien de Interés Cultural). 

## Architektur
Die der Muttergottes geweihte Kirche ist ein spätromanischer Bau aus Werkstein. Vor das romanische Südportal mit Archivolten wurde eine gotische Vorhalle mit Gewölbe vorgelagert. Die Seitenkapellen der einschiffigen Kirche stammen ebenfalls aus späterer Zeit. Die Apsis ist im Inneren halbrund und außen polygonal. Unterhalb des Dachansatzes sind sehr viele skulptierte Kragsteine zu sehen. An der Westfassade befindet sich ein gotisches Portal und ein Glockengiebel (espadaña). In der Kirche wurden Reste der mittelalterlichen Wandmalereien mit der Darstellung der Apostel entdeckt. 
Die Reste eines Friedhofs, die man in der Nähe der Kirche gefunden hat, sprechen für ein aufgegebenes Dorf, dessen Kirche Nuestra Señora de Treviño gewesen sein könnte. 